# Diplazium falcinellum
Diplazium falcinellum är en majbräkenväxtart som beskrevs av Carl Frederik Albert Christensen.
Diplazium falcinellum ingår i släktet Diplazium och familjen Athyriaceae. Inga underarter finns listade i Catalogue of Life.